# Rigoberto Cisneros
Rigoberto Cisneros Dueñas (* 15. August 1953) ist ein ehemaliger mexikanischer Fußballspieler auf der Position des Verteidigers.

## Biografie

### Verein
Cisneros begann seine Profikarriere 1974 in Diensten des CD Toluca und gehörte somit zum Meisterkader der Saison 1974/75, auch wenn er in seiner ersten Saison noch häufig auf der Ersatzbank Platz nehmen musste. Später spielte er auch für den CF Monterrey, die Universidad de Guadalajara und den CD Guadalajara.

### Nationalmannschaft
Sein Länderspieldebüt feierte Cisneros in einem am 15. Februar 1978 ausgetragenen Freundschaftsspiel gegen El Salvador, das mit 5:1 gewonnen wurde. Seinen letzten Länderspieleinsatz absolvierte er am 28. Februar 1980 bei der 0:1-Niederlage gegen Südkorea.
Sein einziges Länderspieltor gelang ihm am 22. Januar 1980, als er den spielentscheidenden Treffer zum 1:0-Sieg gegen die Auswahl der Tschechoslowakei erzielte.
Höhepunkt seiner Länderspielkarriere war die Teilnahme an der Fußball-Weltmeisterschaft 1978, bei der Cisneros das letzte Vorrundenspiel der Mexikaner gegen Polen (1:3) am 10. Juni 1978 bestritt.